# NARCIS3
『NARCIS3』（ナルシススリー）は、幻超二のファンタジー漫画作品。未完ながら幻超二の代表作のひとつ。『ペンギンクラブ山賊版』と『コミックショーグン』に掲載された。未単行本化。
主人公の精霊使いセモリナ、狂戦士デュラムと吟遊詩人ロイの3人がそれぞれの目的をもって伝説の3人姉妹「GORGON」を探して冒険する。最初のころはそれなりに掲載雑誌を意識した内容だったが段々とファンタジーに特化していった。
掲載誌のカラーに合わなくなったためか新創刊した雑誌にて意欲的に執筆するも雑誌の廃刊によって未完となる。
外伝として「PRINCESS OF THIEF」がある。